# Varstu (község)
Varstu község közigazgatási egység volt Võrumaa megye déli részén. A 2017-es észt közigazgatási reform során Rõuge községhez csatolták. A községet Rein Ansip polgármester vezette. Lakossága 2016. január elsején 1050 fő volt, amely 170,7 km²-es területét tekintve 6,2 fő/km² népsűrűséget jelent.

## Közigazgatási beosztás

### Központja
- Varstu

### Falvak
Varstu község területéhez 19 falu tartozott: Harjuküla, Hintsiko, Kangsti, Krabi, Kõrgepalu, Laurimäe, Liguri, Lüütsepa, Matsi, Metstaga, Mutemetsa, Paganamaa, Punsa, Pähni, Raudsepa, Soolätte, Tagakolga, Vana-Roosa, valamint Viru.

## Fordítás
Ez a szócikk részben vagy egészben  a   Varstu vald című észt Wikipédia-szócikk ezen változatának fordításán alapul.  Az eredeti cikk szerkesztőit annak laptörténete sorolja fel. Ez a jelzés csupán a megfogalmazás eredetét és a szerzői jogokat jelzi, nem szolgál a cikkben szereplő információk forrásmegjelöléseként.